# Solanum laciniatum
Espèce
Classification phylogénétique
Solanum laciniatum est une plante ligneuse de la famille des Solanaceae.

## Répartition
Solanum laciniatum est originaire des régions tempérées et côtières du sud de la Nouvelle-Galles du Sud, du Victoria et du nord de la Tasmanie. On le trouve également en Nouvelle-Zélande.

## Description

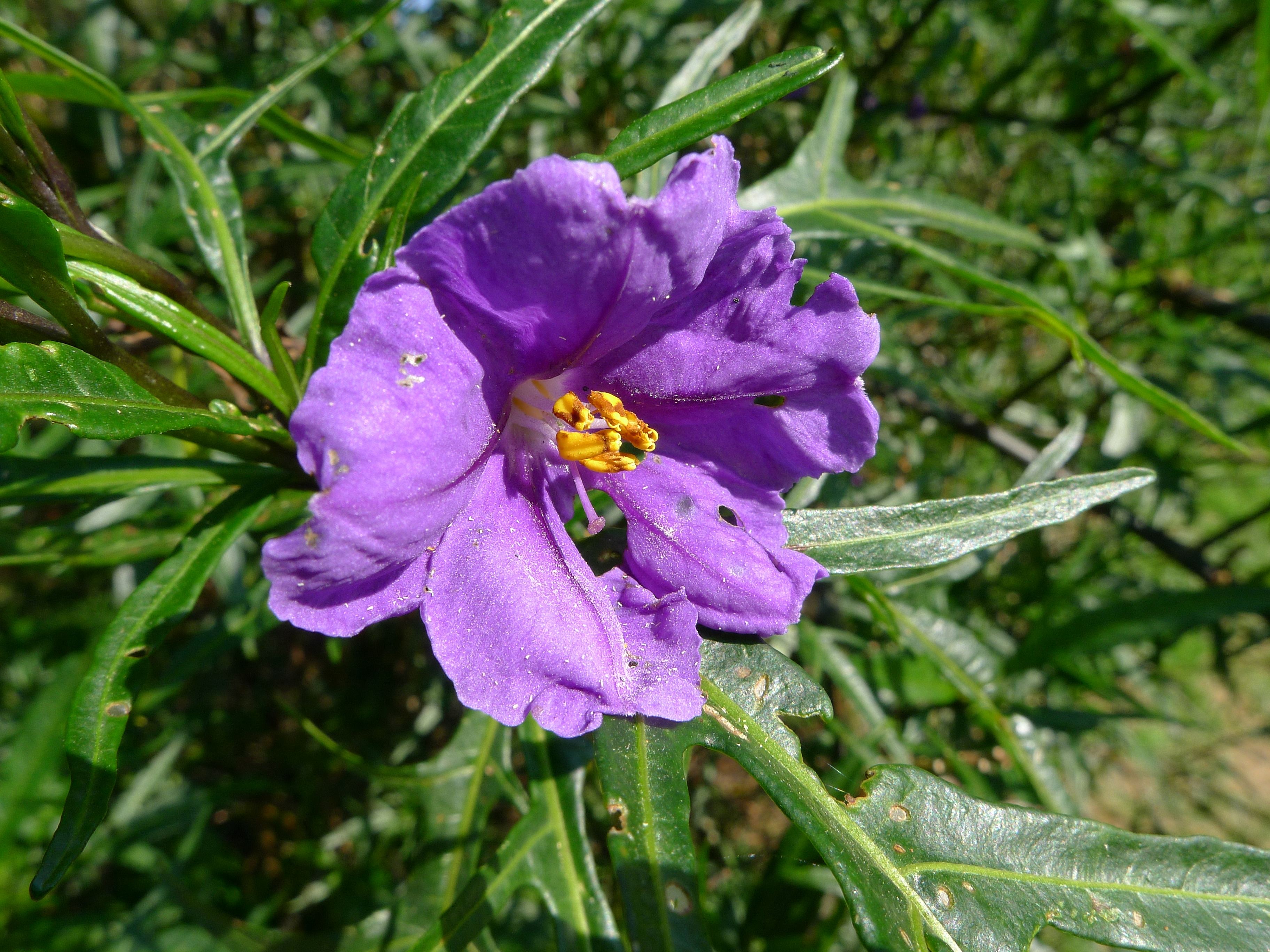
Fleur.

Il forme un buisson vivace de 4 mètres de haut sur 5 mètres de diamètre. Les feuilles sont vert foncé au-dessus, plus clair au-dessous. Les fleurs sont violettes. Les fruits oblongs, longs de 2 à 3 centimètres sont jaunes et contiennent de nombreuses graines.
Les fruits sont toxiques lorsqu'ils sont verts. Mûrs, ils sont comestibles comme fruit ou comme légume mais doivent être ramassés après leur chute de la plante pour perdre leur âpreté. Les fruits verts contiennent des stéroïdes utilisés en pharmacie.

## Utilisation
Il peut être cultivé en terrain ensoleillé, bien drainé et arrosé. Il supporte les gels modérés.
L'arbre est souvent utilisé pour faire des haies.